# Auguste Bénébig
Auguste Bénébig (Nouméa, 30 septembre 1915 - 12 août 1993 dans la même ville) est un militaire français, Compagnon de la Libération. Après avoir participé à la bataille de France, il se rallie aux Forces françaises libres et participe avec elles aux campagnes d'Afrique du nord où il se distingue notamment lors de la bataille de Bir-Hakeim.

## Biographie

### Jeunesse et engagement
Auguste Bénébig naît le 30 septembre 1915 à Nouméa en Nouvelle-Calédonie. Son père est chef d'atelier dans la société Le Nickel. Suivant d'abord les traces de celui-ci, il devient ouvrier mécanicien à 16 ans après ses études secondaires. De 1936 à 1938, il effectue son service militaire au sein du Bataillon mixte du Pacifique.

### Seconde guerre mondiale
Mobilisé en 1939 comme caporal, il participe aux combats de 1940 et est promu sergent. Après l'armistice du 22 juin 1940, il retourne en Nouvelle-Calédonie mais, ayant entendu l'appel du général de Gaulle, il envisage de poursuivre le combat. Son projet se concrétise après le ralliement de l'île à la France libre en août. Le 30 septembre, il s'engage dans les Forces françaises libres. Promu sergent-chef, Bénébig est affecté au corps expéditionnaire créé par le commandant Félix Broche dans les territoires français du Pacifique. Embarqué vers l'Australie, il gagne l'Égypte puis la Palestine où le corps expéditionnaire prend l'appellation de Bataillon du Pacifique.
Au sein de son bataillon, Auguste Bénébig prend part à la guerre du désert. Promu adjudant en octobre 1941, il combat en Libye et se distingue lors de la bataille de Bir-Hakeim durant laquelle, lors de l'évacuation de la nuit du 10 au 11 juin 1942, il transporte sur son dos un camarade touché par balle pour le dégager des lignes ennemies puis retourne sur le front pour récupérer un autre blessé. Peu de temps après, compte tenu des importantes pertes humaines à Bir-Hakeim, le bataillon du Pacifique fusionne avec le 1er bataillon d'infanterie de marine pour former le Bataillon d'infanterie de marine et du Pacifique au sein duquel Bénébig, devenu chef d'atelier du matériel lourd, participe à la seconde bataille d'El Alamein en octobre 1942. Il est ensuite engagé dans la campagne de Tunisie avant d'être détaché, en juin 1943, au quartier-général du général de Gaulle à Alger. En juillet, il retrouve son bataillon en Tripolitaine jusqu'en octobre puis est envoyé sur les lignes arrière à Sousse en Tunisie en vue d'être rapatrié en Nouvelle-Calédonie. De retour à Nouméa le 22 juillet 1944, il est affecté dans une compagnie de dépôt puis, sur sa demande, est mis en congé illimité le 25 août.

### Après-guerre
La guerre terminée, Bénébig est démobilisé et est embauché comme ouvrier mécanicien à la société Le Nickel qu'il quitte en 1948 pour ouvrir un garage automobile à son propre compte. Il tient celui-ci jusqu'en 1975, année où il prend sa retraite. Auguste Bénébig meurt le 12 août 1993 à Nouméa où il est également inhumé.

## Décorations
|  |  |  |
|  |  |  |
|  |  |  |

| Chevalier de la Légion d'Honneur[Quand ?]                                     | Chevalier de la Légion d'Honneur[Quand ?] | Compagnon de la Libération     | Compagnon de la Libération     | Médaille militaire                                                                      | Médaille militaire                                                                      |
| Croix de Guerre 1939-1945 Avec palme                                          | Croix de Guerre 1939-1945 Avec palme      | Croix du combattant volontaire | Croix du combattant volontaire | Médaille coloniale Avec agrafes "Bir-Hakeim", "Libye 1942", "Tunisie" et "Tripolitaine" | Médaille coloniale Avec agrafes "Bir-Hakeim", "Libye 1942", "Tunisie" et "Tripolitaine" |
| Médaille commémorative française de la guerre 1939-1945 Avec agrafe "Afrique" |                                           |                                |                                |                                                                                         |                                                                                         |

## Hommages
- À Nouméa, sa ville natale, une rue (anciennement nommée route de la baie Ouémo[4]) a été baptisée en son honneur[5].
- Un patrouilleur d'outre-mer de la Marine nationale, dont la livraison a lieu en 2022, s'appelle Auguste Bénébig et est basé à Nouméa[6] depuis avril 2023.